# E019
E019 eller Europaväg 019 är en europaväg som går mellan Petropavl och Zapadnoe i norra Kazakstan. Denna väg har inget samband med europavägen E19 (i Nederländerna, Belgien och Frankrike) trots sina likheter i vägnumret. Längd 270 km.

## Sträckning
Petropavl - Zapadnoe
Vägen lades till 2002–2004.

## Anslutningar till andra europavägar
- E123
- E016
- E125